# Pierre Ottoy
Pierre Ottoy fut le 1er supérieur de l'abbaye de Parc, de 1834 jusqu'à sa mort en 1840. Cette abbaye est affiliée à l'ordre des Prémontrés depuis sa fondation dans le duché de Brabant en 1129. En 2021, près de 900 ans plus tard, située dans le Brabant flamand, en Belgique, près de Louvain, elle est toujours en activité.
La question de la nomination d'un supérieur à la tête de l'abbaye de Parc intervient en 1834 lors une réunion importante pour tous les monastères norbertins qui se tient dans les bâtiments de l'ancienne abbaye, où il est question de la restauration de l'Ordre en Belgique, car la Belgique est devenue indépendante en 1830 et la liberté d'association est née avec elle. La personne de Pierre Ottoy est évoquée lors de cette réunion, ce dernier accepte, l'archevêque de Malines Engelbert Sterckx donnant son consentement le 23 juin 1836.
Le 11 juillet 1836, le supérieur Pierre Ottoy chante la messe solennelle dans le chœur de l'église de l'abbaye de Parc, puis les onze religieux survivants de Parc se rendent à la salle du chapitre où le prélat prononce un discours en latin traitant du rétablissement de l'abbaye.

## Chronologie
Pierre Ottoy est baptisé à Haaltert le 11 août 1764, fils de François Ottoy et de Jeanne Van Sinay. Il devient profès en 1792, prêtre en 1793, sous-chantre en 1796.
Il doit quitter l'abbaye de Parc avec les autres religieux lors de sa suppression par la Révolution française, en 1797, puis emprisonné à Gand en 1798, pour refus de prêter serment de haine à la royauté.
Il devient vicaire et assistant du curé de Pont-à-Celles en 1803, vicaire à Parc, coadjuteur du curé d'Heverlee en 1813, curé de Lubbeek en 1814, doyen du district de Diest en 1824, puis supérieur de Parc en 1834. Il est installé à la prélature le 11 juillet 1836.
Il meurt le 28 mai 1840.

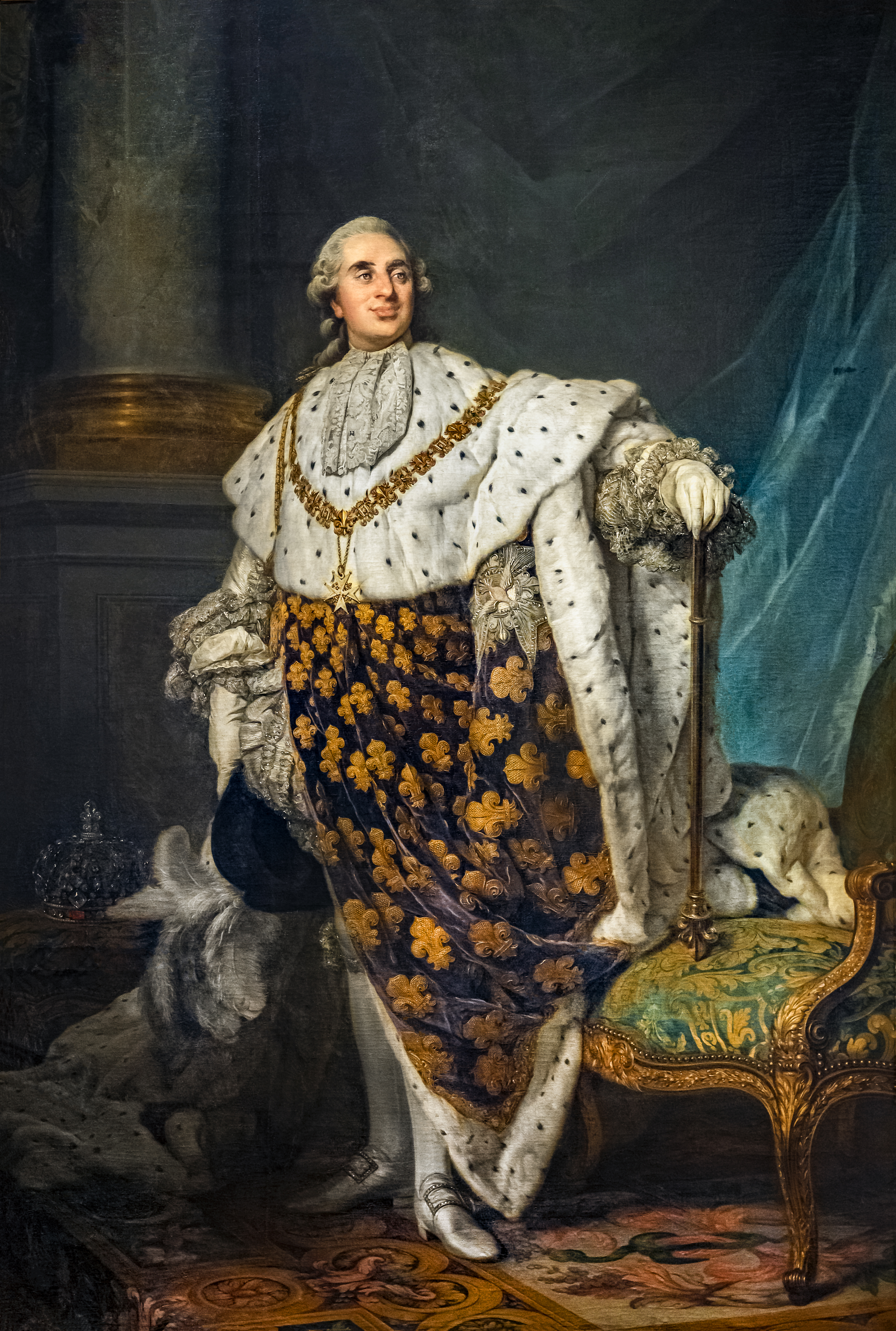
Louis XVI en habit de sacre.

## Restauration de l'Ordre et Mandat

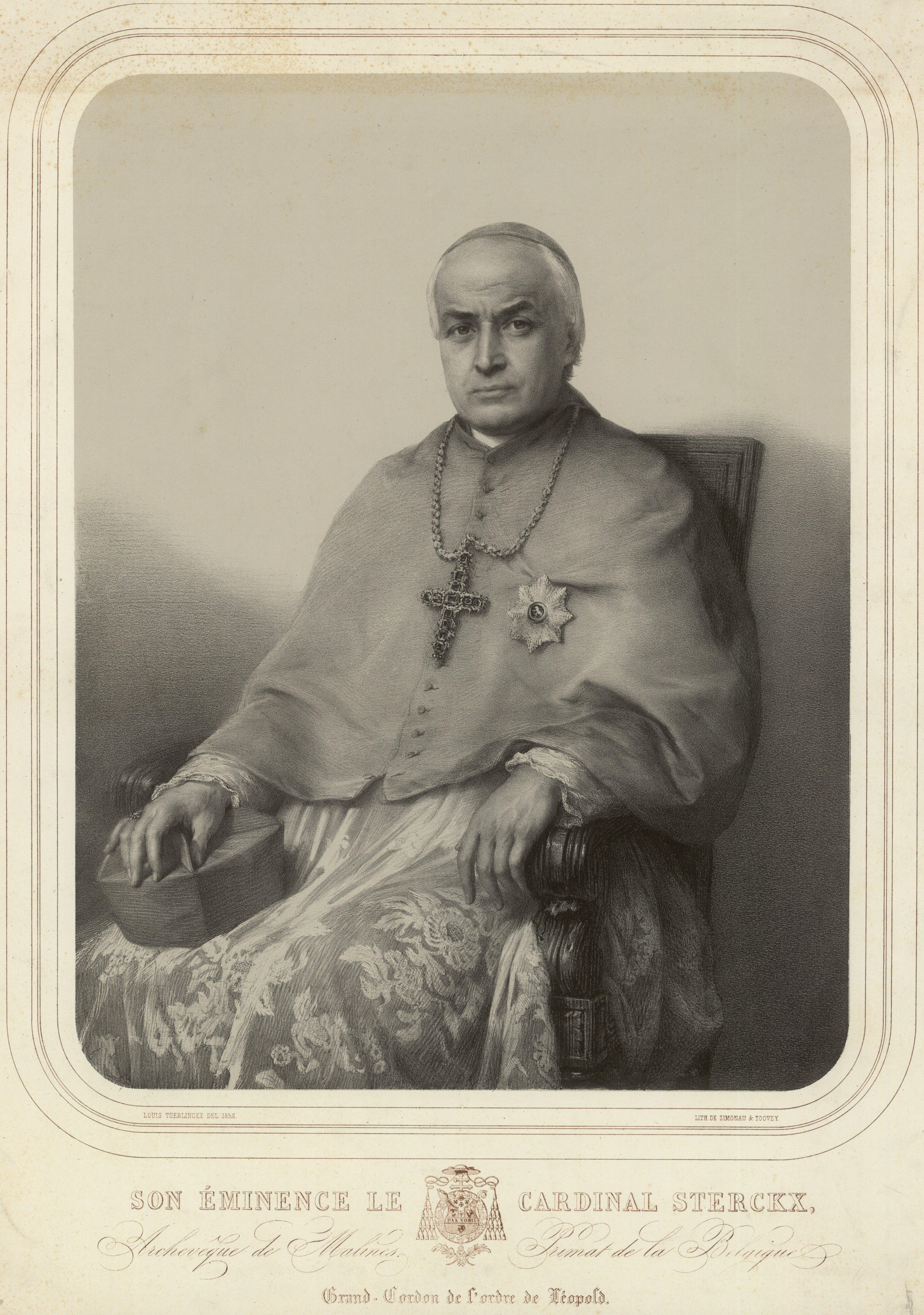
L'archevêque de Malines Mgr Engelbert Sterckx.

La Belgique devenant indépendante en 1830, la liberté d'associations naît avec elle. Pendant les années d'inexistence de l'abbaye de Parc, le chanoine Aertgeerts remplit la fonction de curé et veille au bien-être de l'abbaye
Le 10 septembre 1834, Mgr Corselis, visiteur apostolique des ordres religieux en Belgique, préside, à Parc, une réunion importante pour tous les monastères norbertins, où il est question de la restauration de l'Ordre en Belgique. On y évoque notamment la nomination d'un supérieur pour l'abbaye de Parc : Pierre Ottoy. Ce dernier accepte le 8 juillet 1835, l'archevêque de Malines, Engelbert Sterckx, donnant son consentement le 23 juin 1836.
Le 11 juillet 1836, les onze religieux survivants de Parc se trouvent donc réunis dans le chœur de l'église. Le supérieur Pierre Ottoy y chante la messe solennelle, puis les religieux se rendent à la salle du chapitre où le supérieur Pierre Ottoy prononce un discours en latin traitant du rétablissement de l'abbaye.
En définitive, le supérieur Pierre Ottoy restaure le monastère et est curé de la paroisse de Parc.

## Postérité

### Indication posthume
Dans son ouvrage dans la section « Bibliographie » de cette page, J.E. Jansen précise que le supérieur Pierre Ottoy est « doué des plus belles qualités de l'esprit et du cœur, unissant au vif amour du travail une volonté inébranlable, prêtre zélé et théologien d'élite, bibliophile passionné et amateur d'objets d'art distingué ».

### Portrait
Le portrait du supérieur Pierre Ottoy, peint par François Xavier Joseph Jacquin, est présent à l'abbaye de Parc.